# Berliner Theatertreffen
Het Berliner Theatertreffen (Nederlands: "Theaterbijeenkomst van Berlijn"), ook wel TT Berlin, is een twee weken durend theaterfestival dat jaarlijks in mei plaatsvindt in Berlijn, Duitsland. Tijdens het festival worden op verschillende podia in Berlijn tien theaterproducties uit het Duitstalige gebied getoond, die in het voorbije seizoen in première zijn gegaan en die door de festivaljury zijn geselecteerd. Het geselecteerd worden voor het Berliner Theatertreffen wordt door veel theatermakers in Duitsland, Oostenrijk en Zwitserland gezien als zeer eervol. Andere festivalevenementen omvatten prijsuitreikingen, paneldiscussies, films en concerten.

## Geschiedenis
In 1963 vond een soort proefproject plaats toen de Berliner Festwochen vijf gastoptredens van Duitse theatergezelschappen programmeerden. In oktober 1964, tijdens de 14e Berlijnse Festivalweken, vond het eerste 'theatertreffen' plaats, toen nog onder de benaming Berliner Theaterwettbewerb ("Theaterwedstrijd Berlijn"). Het basisprincipe van toen geldt nog steeds: tien producties worden door een jury van zeven theatercritici geselecteerd en vervolgens uitgenodigd voor het festival in Berlijn. Het motto "Schaufenster des Westens" ("etalage van het Westen") verwees aanvankelijk naar het geheel van de Berliner Festspiele, maar vanaf 1964 vooral naar het Theatertreffen.
Vanaf 1965 werd de bijeenkomst in mei gehouden, zodat het mogelijk werd producties van het lopende seizoen op te nemen. Bovendien was er daardoor een duidelijke scheiding met de andere evenementen van de Berliner Festwochen. De huidige naam Theatertreffen werd voor het eerst gebruikt in 1966. In 1967 werd de Berliner Festspiele GmbH opgericht als sponsorbedrijf voor de bijeenkomst.
In 1965 werd het Internationale Forum des Theatertreffens opgericht (van 1973 tot 2005: Begegnung junger Bühnenangehöriger; daarna: Internationales Forum junger Bühnenangehöriger). Op dat gebied is het de oudste nog bestaande instelling. Hoewel het aanvankelijk slechts een informatie- en discussiebijeenkomst voor jonge professionals uit de Bondsrepubliek Duitsland was (de Duitse Democratische Republiek nam hier niet aan deel), kon de groep deelnemers zich in 1970 uitbreiden naar Oostenrijk en Zwitserland. In de jaren zestig en zeventig speelde het Theatertreffen een rol bij het opleiden van nieuwe generaties regisseurs in de theaterwereld, zoals Peter Zadek, Claus Peymann en Peter Stein.
In 1980 begon de samenwerking tussen het Internationale Forum en het Goethe-Institut, waardoor het werkgebied van het Internationale Forum wereldwijd werd. Tegelijkertijd werden workshops een integraal onderdeel van het programma. In mei 1989, een paar maanden voor de val van de Berlijnse muur, mochten theaters uit het socialistische deel van het land eindelijk naar het festival reizen. Na de val van de muur werd de oorspronkelijke doelstelling, een "showcase van het Westen" zijn, vervangen door "de staat van het Duitstalige theater" weer te geven.
Vanaf 2003 konden toneelschrijvers uit heel Europa deelnemen. Een deskundige jury beoordeelde alle ingezonden toneelstukken, waarvan er tijdens het Theatertreffen tussen de vijf en zeven in geënsceneerde voorlezingen werden gepresenteerd. In 2005 werd de festivalkrant gelanceerd, die tot 2008 in samenwerking met de Berliner Zeitung tot stand kwam. In 2009 ontstond vanuit de festivalkrant de blog Theatertreffen. In 2012 breidde de 'Stückemarkt' (zie hieronder) haar werkterrein verder uit: voor het eerst werden projectwerken van theatercollectieven geaccepteerd voor de competitie. In 2017 en 2018 waren diverse niet-Europese gastoptredens op het festival te zien als onderdeel van het platform Shifting Perspectives. Vanaf 2019 richtte de Stückemarkt zich op toneelschrijvers en theatermakers van over de hele wereld. Eind april 2019 werd bekend dat het Berliner Theatertreffen een vrouwenquotum zou invoeren. In de woorden van festivaldirecteur Yvonne Büdenhölzer: "De komende twee jaar moet minstens de helft van de tien geselecteerde toneelstukken van vrouwelijke regisseurs komen". Het vrouwenquotum werd verlengd tot en met 2024.
Het 57e Theatertreffen en alle nevenevenementen werden medio maart 2020 geannuleerd vanwege de coronapandemie. Wel was er in mei van dat jaar een virtuele bijeenkomst. Zes van de tien geselecteerde producties waren online te zien. Vanwege de aanhoudende pandemie vond ook het 58e Theatertreffen (2021) volledig digitaal plaats. Vanaf 2022 was het Treffen weer als vanouds bij te wonen. In dat jaar vond voor het laatst de Stückemarkt plaats.

### Festivaldirectie
- 1964: Nicolas Nabokov
- 1965-1968: Gerhard Hellwig
- 1969-1972: Walther Schmieding
- 1973-1981: Ulrich Eckhardt
- 1982-1988: Ulrich Eckhardt en Börries von Liebermann
- 1989-2001: Torsten Maß
- 2002: Dieter Hansen
- 2003-2011: Iris Laufenberg
- 2012-2022: Yvonne Büdenhölzer
- 2024: Nora Hertlein-Hull

## Organisatie

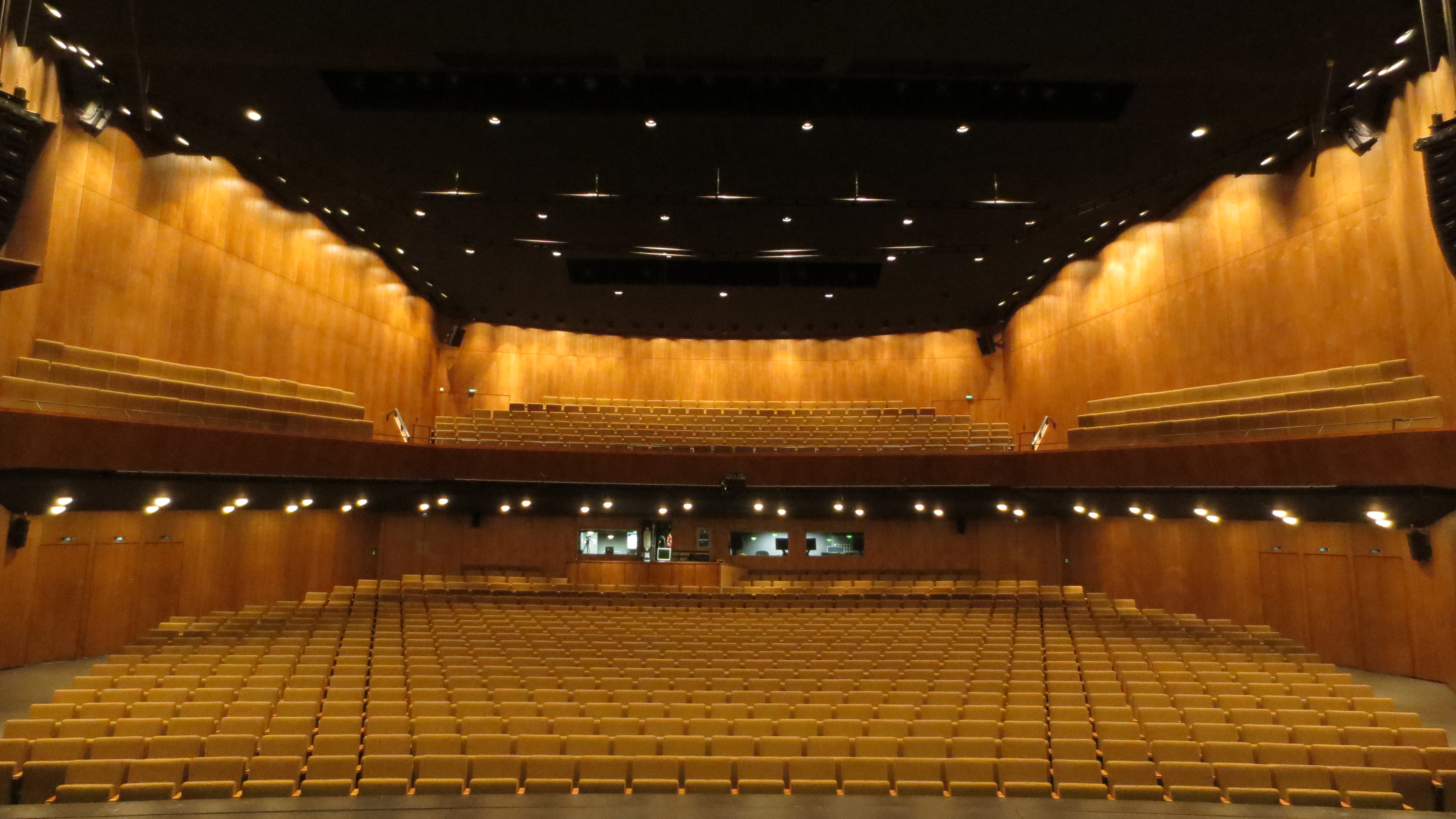
Haus der Berliner Festspiele (2013)

Het Berliner Theatertreffen wordt georganiseerd door de Berliner Festspiele en gefinancierd door de Kulturstiftung des Bundes. Het centrale gebouw van de Berliner Festspiele, het Haus der Berliner Festspiele, bevindt zich aan de Schaperstraße 24 in Berlijn-Wilmersdorf. De voorstellingen en evenementen vinden plaats in theaters in heel Berlijn.

### Programmapijlers
- Stückemarkt. De Stückemarkt des Theatertreffens werd in 1978 opgericht als ontdekkingsfestival voor nog onbekende auteurs uit Europa. Het was een van de eerste financieringsinitiatieven voor hedendaags drama in Duitstalige landen. In 2012 begon een proces van het openstellen van de Stückemarkt voor nieuwe groepen. Vanaf 2019 presenteerde de Stückemarkt auteurs van over de hele wereld. Een vijfkoppige jury van kunstenaars selecteerde uit de inzendingen vijf werken. Als onderdeel van het Theatertreffen werden de geselecteerde werken gepresenteerd in de vorm van gastoptredens, geënsceneerde lezingen, voorstellingen, locatie-gebonden formats, enz. In 2023 werd e laatste Stückemarkt gehouden.

- Tien bijeenkomsten. In 2023 werden, ter vervanging van de Stückemarkt, de 'tien bijeenkomsten' geïntroduceerd als een interdisciplinaire reeks evenementen. Op Europees niveau moeten er nieuwe klankborden komen in de vorm van optredens, acties en discussies.

- Shifting Perspectives. In 2017 en 2018 toonde het Theatertreffen gastoptredens van over de hele wereld als onderdeel van het internationale platform Shifting Perspectives, opgericht en samengesteld door Daniel Richter, hoofddramaturg van het Theatertreffen tot 2019. Doel was om het Theatertreffen aan te vullen met tien producties die niet-Europese perspectieven tonen.

- TT Context. Hieronder wordt verstaan de randprogrammering die het hoofdprogramma begeleidt (lezingen, discussies, films, concerten, enz.).

- Internationaal Forum. Een twee weken durend, internationaal bekendstaand programma dat bedoeld is voor professionele theatermakers. Het betreft een platform voor theoretische en praktische uitwisseling. Het Internationaal Forum omvat workshops met artiesten van het Theatertreffen en bezoeken aan voorstellingen. Deelnemers ontvangen een studiebeurs.